# Familie de curbe

Cercurile lui Apollonius, două familii de cercuri ortogonale

În geometrie o familie de curbe este o mulțime de curbe, fiecare dintre acestea fiind definită de o funcție sau ecuație parametrică în care unul sau mai mulți dintre parametri sunt variabili. În general, parametrii influențează forma curbei într-un mod care este mai complicat decât o simplă transformare liniară. Mulțimile de curbe date de o relație implicită⁠(d) pot reprezenta, de asemenea, familii de curbe.
Familiile de curbe apar frecvent în soluțiile ecuațiilor diferențiale. Când se introduce o constantă de integrare aditivă, aceasta va fi de obicei manipulată algebric pentru a nu mai reprezenta o transformare liniară simplă.
Familiile de curbe pot să apară și în alte domenii. De exemplu, toate secțiunile conice nedegenerate pot fi reprezentate folosind o singură ecuație în coordonate polare, cu un singur parametru, excentricitatea curbei, e:
{\displaystyle r(\theta )={l \over 1+e\cos \theta }}
Pe măsură ce valoarea lui e se modifică, aspectul curbei variază într-un mod relativ complicat.

## Exemple de familii de curbe
- Familia cercurilor lui Apollonius
- Familia cisoidelor
- Familia concoidelor
- Familia conicelor
- Familia curbelor cubice plane⁠(d)

## Aplicații
Familiile de curbe pot apărea în diverse subiecte din geometrie, inclusiv înfășurătoarea⁠(d) unei mulțimi de curbe și caustica unei curbe date (dirimantă).

## Generalizări
În geometria algebrică o generalizare algebrică este dată de noțiunea de „sistem liniar de divizori”.